# ケプラー442
ケプラー442とは、太陽系からこと座の方向に約1,206光年離れた距離に存在するK型主系列星である。トランジットを起こす可能性のある太陽系外惑星を検出するためのNASAのケプラー宇宙望遠鏡によるミッションの観測範囲内に位置する。この恒星にはケプラー442bという名称のハビタブルゾーン内を公転している太陽系外惑星（スーパー・アース）が存在しており、ケプラー438やケプラー440といった恒星とともに2015年1月6日に発表された。

## 名称と歴史

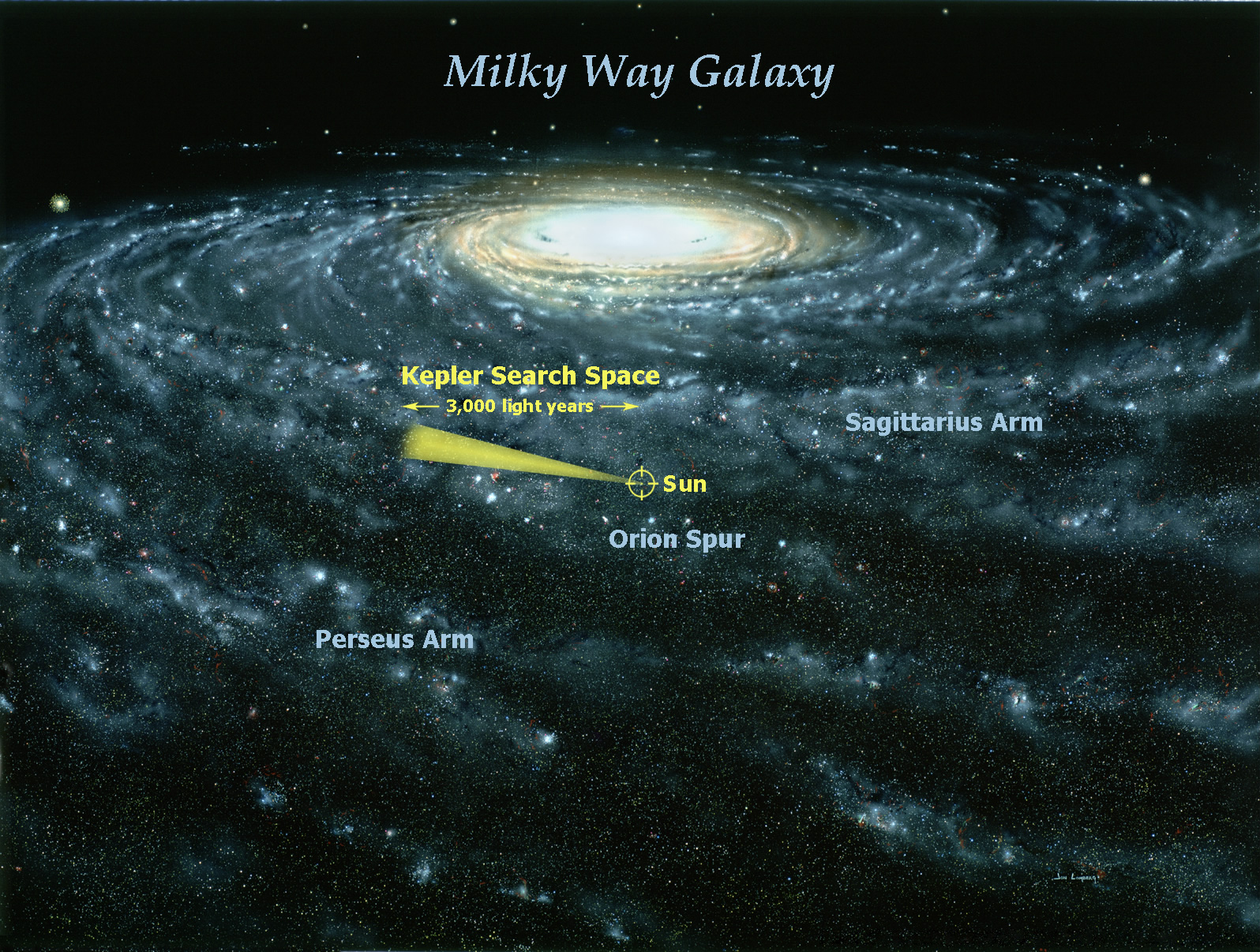
銀河系の中でケプラー宇宙望遠鏡が観測する領域

ケプラー宇宙望遠鏡による観測が実施される以前、この恒星には2MASSカタログ番号である2MASS J19012797+3916482が指定されていた。Kepler Input CatalogではKIC 4138008と指定されており、トランジットを起こす太陽系外惑星の候補が存在する可能性が示されたときにKepler object of interest番号のKOI-4742が指定された。
惑星の候補は、恒星の前面を通過する惑星を発見することをミッションとしたNASAのケプラー宇宙望遠鏡によって検出された。ケプラー宇宙望遠鏡が使用するトランジット法は、恒星の減光を検出することにより太陽系外惑星を発見する。この減光は、地球から見たときに惑星の軌道が恒星の前面を通過していると解釈できるが、他の現象が原因である可能性もあるため、惑星「候補」という言葉が使用されている。
発見論文が受理された後、ケプラー宇宙望遠鏡のチームは「ケプラー442」という名称を与えた。これは、ケプラー宇宙望遠鏡によって発見された太陽系外惑星に名称を付与するための通常の手順である。したがって、これは恒星とその惑星を指すときに一般的に使用される名称である。
ケプラー宇宙望遠鏡のミッションで観測されている恒星に関連する惑星候補は、発見された順に恒星名の後に「.01」などの名称が割り当てられる。惑星候補が同時に検出された場合、公転周期の短いものから先に指定される。これらのルールに従って、この恒星には公転周期が112.3053日の1つの惑星候補が検出され、その惑星候補には「KOI-4742.01」という名称が割り当てられた。
惑星の名称「b」は、発見の順序に由来する。bの指定は特定の恒星の周囲を公転する最初の惑星に与えられ、その後にアルファベットの他の小文字が続く。ケプラー442の場合、発見された惑星は1つであるためbのみが使用される。ケプラー442という名称は、ケプラー宇宙望遠鏡によって周囲を公転する惑星を確認し、カタログ化された442番目の恒星という意味である。

## 特徴
ケプラー442は、太陽質量の約61%と太陽半径の約60%を持つK型主系列星である。温度は4402ケルビンで、年齢は約29億年である。この恒星は金属がやや少なく、金属量（[Fe/H]）は約-0.37で、太陽に含まれる鉄やその他の重い金属の量の約43%である。この恒星の光度はケプラー442のような種類の恒星としては少し低く、太陽光度の約12%である。
ケプラー442の見かけの等級、つまり地球から見たときの明るさは14.976である。そのため、肉眼では暗すぎて観測することは不可能である。

## 惑星系
| 名称 （恒星に近い順） | 質量            | 軌道長半径 （天文単位） | 公転周期 (日)           | 軌道離心率      | 軌道傾斜角        | 半径               |
| --------------------- | --------------- | ----------------------- | ----------------------- | --------------- | ----------------- | ------------------ |
| b                     | 2.3+5.9 −1.3 M⊕ | 0.409+0.209 −0.060      | 112.3053+0.0024 −0.0028 | 0.04+0.08 −0.04 | 89.94+0.06 −0.12° | 1.34+0.11 −0.18 R⊕ |

惑星ケプラー442bは地球半径の1.34倍の大きさを持つスーパー・アースであり、ハビタブルゾーン内を公転している。その半径から岩石質の地球型惑星である可能性が高い。NASAによると、大きさや温度の点で、これまでに発見された太陽系外惑星の中で最も地球に似ている惑星の1つであるとされている。ケプラー442bは、自転と公転の同期が発生する可能性がある領域（約0.362天文単位まで）のすぐ外側に位置している。